# Яковлев, Фёдор Матвеевич
Фёдор Матвеевич Я́ковлев (1920—1975) — строитель, Герой Социалистического Труда (1958), Почётный гражданин Петрозаводска (1973).

## Биография
Родился в крестьянской семье, карел. Окончил сельскую школу.
В 1934—1940 годах, после окончания Петрозаводского фабрично-заводского училища, работал на стройках Петрозаводска штукатуром.
В 1940—1948 годах служил в Красной Армии. Участник Великой Отечественной войны, всю войну служил в технической службе авиационного полка на фронте. Награждён двумя орденами.
В 1948—1954 годах — преподаватель Петрозаводского профтехучилища № 8, инструктор Ведлозерского районного комитета КПСС.
В 1954—1960 годах — бригадир комплексной строительной бригады, выполнявшей все строительные операции от кладки фундамента до покраски здания.
В 1960-е годы — прораб, инженер по качеству Петрозаводского жилищно-строительного треста.
Похоронен на Сулажгорском кладбище Петрозаводска.

## Сочинения
- Яковлев Ф. М. Жизнь для добрых дел. — Петрозаводск, 1965